# بلاس كاسيريس
بلاس كاسيريس (بالإسبانية: Blas Cáceres) هو لاعب كرة قدم باراغواياني، ولد في 2 أغسطس 1990 في Itacurubí de la Cordillera ‏ في باراغواي. لعب مع أوليمبيا أسونسيون وسيرو بورتينيو وفيليز سارسفيلد ونادي خنرال دياز ونادي غواراني.

## وصلات خارجية
- بلاس كاسيريس على موقع قاعدة بيانات كرة القدم.إي يو (الإنجليزية)
- بلاس كاسيريس على موقع Soccerway.com (الإنجليزية)
- بلاس كاسيريس على موقع AS.com (الإسبانية)